# Rajno Polje
Rajno Polje (cyr. Рајно Поље) – wieś w Serbii, w okręgu jablanickim, w mieście Leskovac. W 2011 roku liczyła 689 mieszkańców.